# Karszyn
Karszyn é uma vila (sołectwa) situada na Comuna (Gminy) de Kargowa, que por sua vez faz parte do Condado (Powiat) de Zielonogórski. Este condado pertence à Província (Voivodia) da Lubúsquia (Lubusz) situada na região ocidental da Polônia. A sede do condado é a cidade de Kargowa.  De acordo com o Censo Nacional de População e Habitação de 2011, a população da aldeia de Karszyn era de 299 habitantes, dos quais 47,2% da população são mulheres, e 52,8% da população é do sexo masculino, enquanto a população da Comuna Kargowa era de 5.841 habitantes. Karszyn está localizada a aproximadamente  4.600 metros ao sul de Kargowa e a 26,7 km a noroeste de Zielona Góra.
Durante a segunda metade do século XIX muitas famílias de Karszyn emigraram para o Brasil, principalmente para o planalto norte do estado de Santa Catarina.